# Deutsche Cadre-71/2-Meisterschaft 2013/14

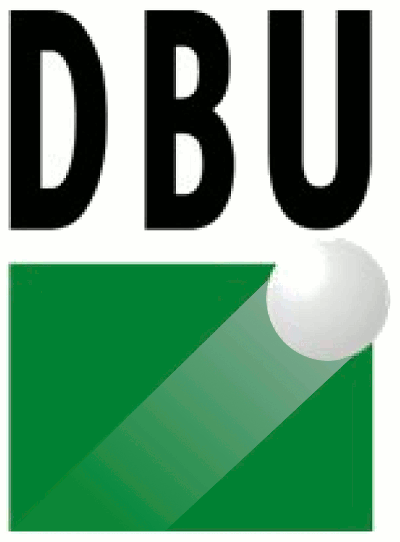
Verbandslogo: DBU

Die Deutsche Cadre-71/2-Meisterschaft 2013/14 ist eine Billard-Turnierserie und fand vom 22. bis zum 23. Oktober 2013 in Bad Wildungen zum 64. Mal statt.

## Geschichte
Nach der enttäuschenden Leistung im Vorjahr meldete sich Thomas Nockemann eindrucksvoll zurück. Im Finale gegen Wolfgang Zenkner siegte er mit 150:63 in vier Aufnahmen und sicherte seinen insgesamt zwölften Titel im Cadre 71/2. Platz drei ging an Titelverteidiger Sven Daske und an Markus Melerski.

## Modus
Gespielt wurden zwei Vorrundengruppen bis 150 Punkte. Die beiden Gruppenbesten spielten dann im K.-o.-System den Sieger aus. Platz drei wurde nicht mehr ausgespielt.
Die Endplatzierung ergab sich aus folgenden Kriterien:
1. Matchpunkte
2. Generaldurchschnitt (GD)
3. Bester Einzeldurchschnitt (BED)
4. Höchstserie (HS)

## Teilnehmer (alphabetisch)
1. Sven Daske (SCB Langendamm) (Titelverteidiger)
2. Thomas Berger (Wiesbadener BC)
3. Uwe Matuszak (BF Königshof)
4. Markus Melerski (Bfr. Weitmar)
5. Thomas Nockemann (DBC Bochum)
6. Manuel Orttmann (1. BC Neustadt/Orla)
7. Arnd Riedel (BC Wedel)
8. Wolfgang Zenkner (BC München)

## Turnierverlauf

### Gruppenphase
| MP    | Match Points (Sieger = 2; Unentschieden = 1; Verlierer = 0) |
| Pkte. | Erzielte Karambolagen                                       |
| Aufn. | Benötigte Versuche                                          |
| GD    | Generaldurchschnitt                                         |
| BED   | Bester Einzeldurchschnitt eines Spielers                    |
| HS    | Höchstserie                                                 |
|       | Bester GD des Turniers                                      |
|       | Bester ED des Turniers                                      |
|       | Beste HS des Turniers                                       |
|       | 1. Platz (Gold)                                             |
|       | 2. Platz (Silber)                                           |
|       | 3. Platz (Bronze)                                           |

| Platz                      | Name            | MP  | Pkte. | Aufn. | GD    | BED   | HS  |
| -------------------------- | --------------- | --- | ----- | ----- | ----- | ----- | --- |
| 1                          | Sven Daske      | 6:0 | 450   | 17    | 26,47 | 75,00 | 106 |
| 2                          | Markus Melerski | 4:2 | 381   | 36    | 10,58 | 10,00 | 73  |
| 3                          | Manuel Orttmann | 2:4 | 309   | 30    | 10,30 | 11,53 | 50  |
| 4                          | Thomas Berger   | 0:6 | 241   | 37    | 6,51  | –     | 29  |
| Gruppendurchschnitt: 11,50 |                 |     |       |       |       |       |     |

| Platz                      | Name             | MP  | Pkte. | Aufn. | GD    | BED   | HS |
| -------------------------- | ---------------- | --- | ----- | ----- | ----- | ----- | -- |
| 1                          | Th. Nockemann    | 6:0 | 450   | 10    | 45,00 | 50,00 | 89 |
| 2                          | Wolfgang Zenkner | 4:2 | 313   | 17    | 18,41 | 25,00 | 60 |
| 3                          | Arnd Riedel      | 2:4 | 297   | 25    | 11,88 | 10,00 | 39 |
| 4                          | Uwe Matuszak     | 0:6 | 153   | 24    | 6,37  | –     | 26 |
| Gruppendurchschnitt: 15,96 |                  |     |       |       |       |       |    |

## Finalrunde
| Halbfinale       |     |     |   |       |       |     |
| Sven Daske       | 0:2 | 86  | 4 | 21,50 | –     | 50  |
| Wolfgang Zenkner | 2:0 | 150 | 4 | 37,50 | 37,50 | 134 |
| Thomas Nockemann | 2:0 | 150 | 7 | 21,42 | 21,42 | 46  |
| Markus Melerski  | 0:2 | 104 | 7 | 14,85 | –     | 94  |
| Finale           |     |     |   |       |       |     |
| Wolfgang Zenkner | 0:2 | 63  | 4 | 15,75 | –     | 38  |
| Thomas Nockemann | 2:0 | 150 | 4 | 37,50 | 37,50 | 89  |

## Abschlusstabelle
| Klassement                 | Klassement | Klassement       | Klassement | Klassement | Klassement | Klassement | Klassement | Klassement | Klassement |
| Phase                      | Platz      | Name             | MP         | Pkte.      | Aufn.      | GD         | BED        | HS         |            |
| -------------------------- | ---------- | ---------------- | ---------- | ---------- | ---------- | ---------- | ---------- | ---------- | ---------- |
| Finale                     | 1          | Thomas Nockemann | 10:0       | 750        | 21         | 35,71      | 50,00      | 89         |            |
| Finale                     | 2          | Wolfgang Zenkner | 6:4        | 526        | 25         | 21,04      | 37,50      | 134        |            |
| Halb- finale               | 3          | Sven Daske       | 6:2        | 536        | 21         | 25,52      | 75,00      | 106        |            |
| Halb- finale               | 3          | Markus Melerski  | 4:4        | 485        | 43         | 11,27      | 10,00      | 94         |            |
| Gruppen- phase             | 5          | Arnd Riedel      | 2:4        | 297        | 25         | 11,88      | 10,00      | 39         |            |
| Gruppen- phase             | 6          | Manuel Orttmann  | 2:4        | 309        | 30         | 10,30      | 11,53      | 50         |            |
| Gruppen- phase             | 7          | Thomas Berger    | 0:6        | 241        | 37         | 6,51       | –          | 29         |            |
| Gruppen- phase             | 8          | Uwe Matuszak     | 0:6        | 153        | 24         | 6,37       | –          | 26         |            |
| Turnierdurchschnitt: 14,58 |            |                  |            |            |            |            |            |            |            |